# Jayappa Rao Scindia
Meherban Shrimant Sardar Jayappa Rao Scindia (o Sindhia) Bahadur (Jayappa Dada Sahib) (vers 1720-1755) fou subadar de Malwa amb seu a Ujjain. Era el fill gran de Ranoji Rao Scindia amb la seva muller Shrimant Akhand Soubhagyavati Nimbabai Sahib Scindia àlies Mainabai Sahib, i va succeir al seu pare quan va morir el 19 de juliol de 1745.
Fou assassinat a Nagore per dos rathors rajputs partidaris del maharajà Bijai Singh de Jodhpur, el 25 de juliol de 1755. Va deixar dos fills (un va morir abans que ell en combat) i una filla. El va succeir el seu fill Jankoji Rao Scindia.